# Bataille de Padura
Pour les articles homonymes, voir Padura.
La bataille de Padura (marais en basque) ou Arrigorriaga en basque est un affrontement légendaire entre les troupes léonaises (habitants de la province de León) qui ont détruit la Biscaye et les Biscaïens envoyés par Jaun Zuria.

## La légende
Selon Lope García de Salazar, on suppose que vers le milieu du IXe siècle la Biscaye essaye de se séparer du royaume de León, raison pour laquelle le Roi de León envoie un de ses fils à l'avant des troupes qui rasent la Biscaye en arrivant jusqu'à Bakio.
Les Biscayens battent en retraite, sonnant des cors des cinq mérindades, et décident de faire face aux envahisseurs. Ils envoient des messagers aux Léonais, en proposant de s'affronter en Ordalie (Jugement de Dieu) dans le lieu qu'ils voudraient. Le fils du Roi de León répond en leur disant qu'il fera face seulement à quelqu'un de sang royal, ce pourquoi les biscayens sont allés demander à Jaun Zuria, qui était petit-fils du roi d'Écosse, de s'adresser dans la bataille. Celui-ci accepte, et  décide de faire face à Padura (açerca de donde es Vilvao). Est également arrivé avec les Biscayens, Sancho Astegis, Seigneur de Durango.
La bataille a été très dure, avec beaucoup de morts des deux côtés, dont le seigneur de Durango décèdera ainsi que le fils du roi de León. Les léonais ont entrepris le retrait, et Jaun Zuria et les biscayens les ont poursuivies en les traquant et les tuant, jusqu'à ce qu'ils arrivent à l'arbre de Luyaondo, que l'on nomme el árbol gafo.
Les Léonais se sont échappés par le rocher (peña) Goro-bel, qui se trouve au-dessus d'Ayala, qui depuis lors est appelé le « Rocher Sauvé » (Peña Salvada), car les fugitifs auraient dit "nous sommes saufs" (salvo somos) en le franchissant.
Padura a été appelé Arrigorriaga, signifiant en basque pierre rouge, par le sang versé sur ces terres.
Après la victoire, les Biscayens ont nommé Jaun Zuria Seigneur de Biscaye.

## Autre version de la légende
L'an 840, les troupes asturiennes et leonaises du roi Alonso III, dirigées par son frère, l'Infant Ordoño, réclament à la Biscaye les impôts non payés (un bœuf, une vache et un cheval blanc). Les Biscaïens refusent et ils s'affrontent dans la Bataille de Padura qu'ils gagnent et poursuivent les troupes vaincues dans leur fuite jusqu'à l'arbre malato situé à Luiaondo (Alava), limite de la Biscaye, où ils laissent une épée plantée. Depuis lors Padura sera appelé « Arrigorriaga » dû au fait de la cruauté de la bataille, toutes les pierres ont été ensanglantées. L'infant Ordoño, lui-même décède dans cette bataille et sa tombe se trouve dans l'église de Santa Maria Magdalena, à Arrigorriaga. Dans la lutte on notera, par sa bravoure au sein des Biscaïens, le jeune noble Lope Fortún, de Mundaka, fils d'une princesse écossaise et d'un noble de Mundaka. Après la bataille, les Biscaïens acclament ce noble, et en 888 ils le nomment leur Seigneur, étant ainsi le premier Seigneur de Biscaye sous le nom de Seigneur Blanc (Jaun Zuria en basque).

### Sources
- (es) Cet article est partiellement ou en totalité issu de l’article de Wikipédia en espagnol intitulé « Batalla de Padura » (voir la liste des auteurs).